# Cup (motorfiets)
Cup is een historisch Nederlands motorfietsmerk dat rond 1903 korte tijd motorfietsen of rijwielen met hulpmotor bouwde.